# The Duchess of Malfi

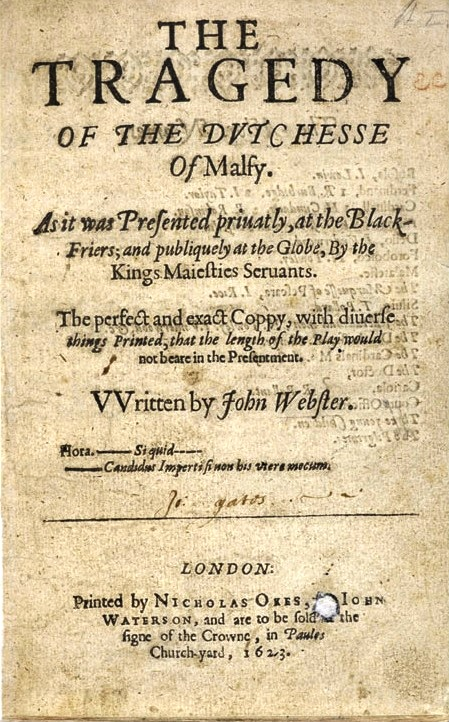
Primeira página de The Duchess of Malfi.

The Duchess of Malfi (em português: A Duquesa de Malfi), originalmente publicado como The Tragedy of the Dutchesse of Malfy (em português: A Tragédia da Duquesa de Malfi) é uma trágica e macabra peça de teatro escrita pelo dramaturgo inglês John Webster em 1612-3. Foi primeiro representada em privado no Blackfriars Theatre, e só depois para o público em geral no Globe Theatre em 1613-4. Publicada pela primeira vez em 1623, a peça baseia-se vagamente em eventos reais que ocorreram entre 1508 e 1513, recontados no The Palace of Pleasure (1567) de William Painter. A Duquesa era Giovanna d'Aragona, cujo pai, Arrigo d'Aragona, Marquês de Gerace, era um filho ilegítimo de Fernando I de Nápoles. Os seus maridos foram Alfonso Piccolomini, Duque de Amalfi, e (tal como na peça) Antonio Bologna.
A peça começa como uma história de amor, com uma Duquesa que casa com um homem de uma classe inferior, e termina como uma torturante tragédia quando os seus dois irmãos levam a cabo a sua vingança, destruindo a si próprios no processo.
The Duchess of Malfi é por vezes ridicularizada por críticos modernos devido à excessiva violência e horror das suas últimas cenas, mas apesar disso a linguagem poética de Webster e a complexidade de alguns dos personagens, particularmente Bosola e a Duquesa, garantem o interesse continuado pela peça, que continua a ser representada no século XXI.